# Archidiocèse de Huancayo
L'archidiocèse de Huancayo (en latin : Archidioecesis Huancayensis ; en espagnol : Arquidiócesis de Huancayo) est un archidiocèse métropolitain de l'Église catholique du Pérou. 

## Territoire

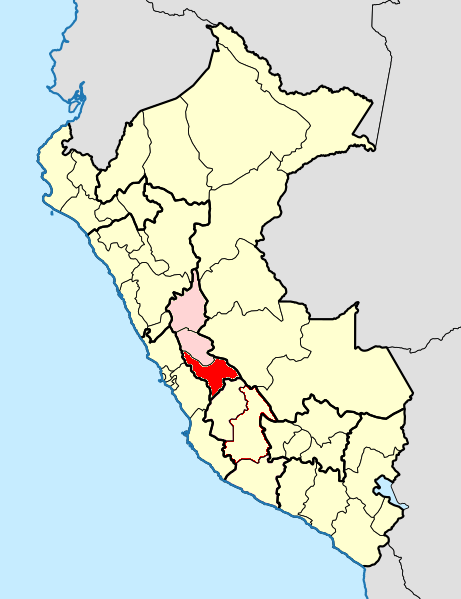
Archidiocèse de Huancayo
Suffragants

L'archidiocèse comprend cinq provinces du département de Junín : Huancayo, Concepción, Chupaca, Jauja et Yauli. Les autres provinces du département de Junín sont gérées par le diocèse de Tarma et le vicariat apostolique de San Ramón. Son territoire s'étend sur 15 145 km² divisé en 44 paroisses et regroupées en cinq vicariats correspondant aux cinq provinces.
Le siège archiépiscopal est dans la ville de Huancayo où se trouve la cathédrale de la Très-Sainte-Trinité.

## Histoire
Le diocèse de Huancayo est érigé le 18 décembre 1944 par la constitution apostolique Supremum Apostolatus de Pie XII, recevant son territoire du diocèse de Huánuco. Il est nommé suffragant de l'archidiocèse de Lima lors de sa création.
Le 15 mai 1958, il cède une portion de territoire pour la création de la prélature territoriale de Tarma (aujourd'hui diocèse de Tarma).
Le 30 juin 1966, il est élevé au rang d'archidiocèse métropolitain par la constitution apostolique Quam sit christifidelibus de Paul VI avec pour suffragants les diocèses de Huánuco et de Tarma.

## Évêques
- Leonardo Rodriguez Ballón, O.F.M (6 juillet 1945 - 13 juin 1946) nommé archevêque d'Arequipa
- Daniel Figueroa Villón (22 septembre 1946 - 17 décembre 1956) nommé évêque de Chiclayo
- Mariano Jacinto Valdivia y Ortiz (17 décembre 1956 - 10 février 1971)
- Eduardo Picher Peña (31 mai 1971 - 14 juin 1984) nommé ordinaire militaire du Pérou
- Emilio Vallebuona Merea, S.D.B. (30 août 1985 - 28 novembre 1991)
  - Sede vacante (1991-1995)
- José Ríos Reynoso (2 décembre 1995 - 29 novembre 2003) nommé archevêque d'Arequipa
- Pedro Ricardo Barreto Jimeno, S.J (17 juillet 2004 - 12 février 2024)[4].
- Luis Alberto Huamán Camayo, depuis le 12 février 2024